# إدوين بيردسونغ
إدوين بيردسونغ (بالإنجليزية: Edwin Birdsong)‏ هو عازف جاز أمريكي، ولد في 22 أغسطس 1941، وتوفي في 21 يناير 2019 في لوس أنجلوس في الولايات المتحدة.

## وصلات خارجية
- إدوين بيردسونغ على موقع IMDb (الإنجليزية)
- إدوين بيردسونغ على موقع ميوزك برينز (الإنجليزية)
- إدوين بيردسونغ على موقع أول ميوزيك (الإنجليزية)
- إدوين بيردسونغ على موقع ديسكوغز (الإنجليزية)